# Osiedle Złotej Jesieni (Ostrowiec Świętokrzyski)
Osiedle Złotej Jesieni – osiedle samorządowe Ostrowca Świętokrzyskiego położone w centrum miasta, na północny wschód od Śródmieścia. Znajduje się tu siedziba Urzędu Skarbowego w Ostrowcu oraz kościół parafialny pw. Miłosierdzia Bożego.
W okresie Polskiej Rzeczypospolitej Ludowej osiedle nosiło nazwę 40-lecia PRL.

## Zasięg terytorialny

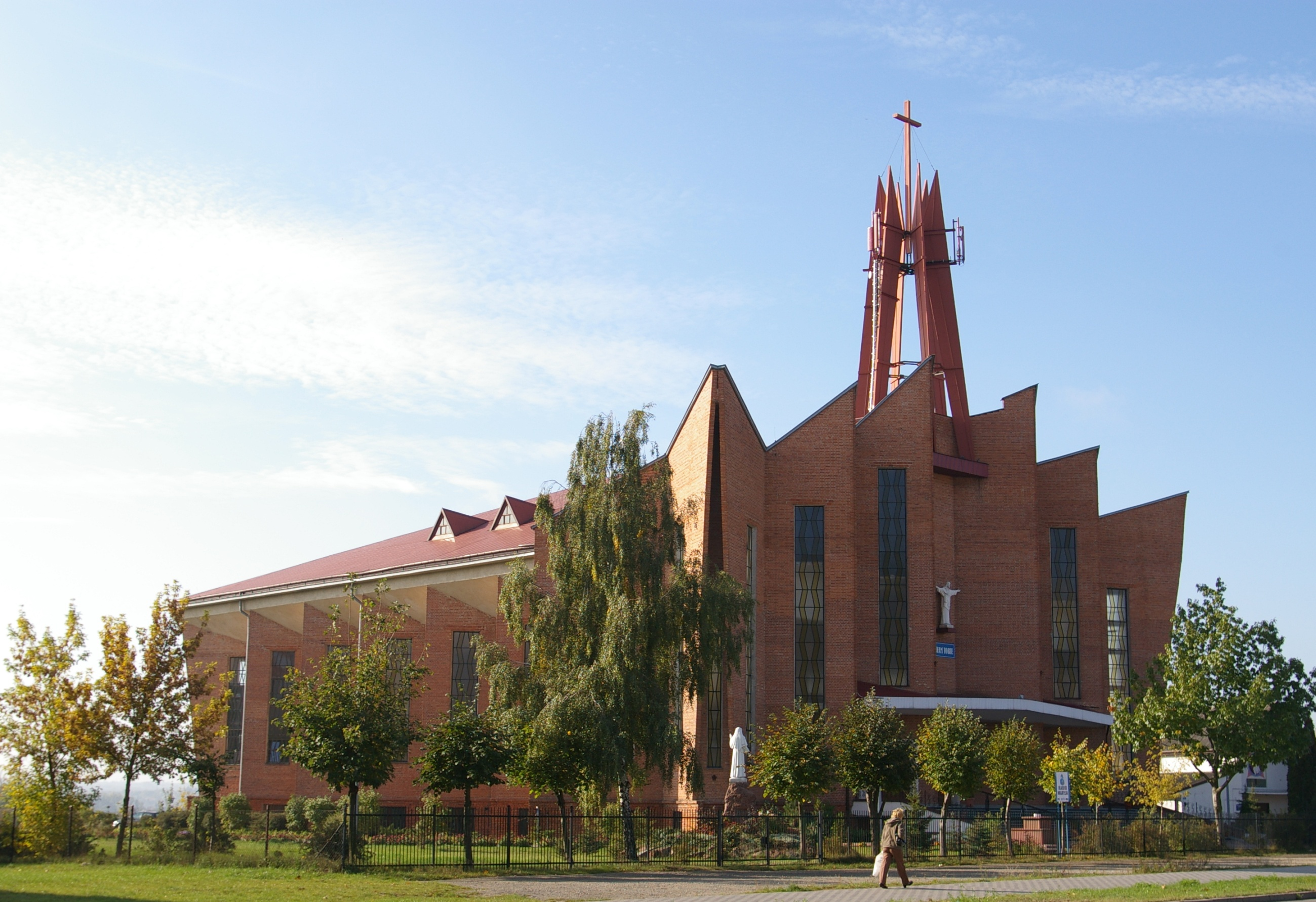
Kościół parafialny pw. Miłosierdzia Bożego przy ulicy Polnej na Osiedlu Złotej Jesieni

Osiedle obejmuje swym zasięgiem ulice: Chrzanowskiego (odcinek od ul. Polnej do ul. Ostrowieckiej) – prawa strona oraz odcinek od ul. Wroniej do ul. Ostrowieckiej – lewa strona, Denkowska (cała), Krucza, Osiedle Patronackie, Polna od nr 1 do nr 13 (numery nieparzyste), Radwana - numery: 11, 12, 13, 14 i 15, Szczygla, Wardyńskiego, Wronia.